# Maxim Orlov
Maxim Orlov (* 1. März 2002 in Kreuztal) ist ein deutscher Handballspieler.

## Karriere

### Im Verein
Maxim Orlov begann das Handballspielen in seinem Heimatort für den TuS Ferndorf. In der Jugend kam er über die GWD Minden zu den Füchsen Berlin. Mit Berlin wurde er in der A-Jugend zweimal deutscher Meister. 2021 wechselte er zum Drittligisten 1. VfL Potsdam, erhielt aber bis 2024 weiterhin ein Zweitspielrecht für die Füchse Berlin. Mit Potsdam stieg er 2022 in die 2. Bundesliga auf. Im November 2022 zog er sich einen Knorpelschaden im Knie zu, worauf er die restliche Saison ausfiel. 2024 gelang ihnen die Meisterschaft in der 2. Bundesliga und der Aufstieg in die 1. Bundesliga.
Zur Saison 2025/26 unterschrieb er beim Bundesligisten TSV Hannover-Burgdorf einen Vertrag über zwei Jahre.

### In Auswahlmannschaften
Mit der deutschen Jugendnationalmannschaft gewann er beim Europäischen Olympischen Sommer-Jugendfestival 2019 die Silbermedaille. Mit den Junioren belegte er den 7. Platz bei der U20-Europameisterschaft 2022.

## Privates
Sein Vater Alexei Orlov hat ebenfalls Handball gespielt und war belarussischer Nationalspieler.